# Distrito de Anhalt-Bitterfeld
El distrito de Anhalt-Bitterfeld es un distrito en Sajonia-Anhalt, Alemania. Su capital es la ciudad de Köthen. 
En 2020 tenía una población de 157 217 habitantes.
Comprende la periferia occidental de la ciudad de Dessau-Roßlau. Limita al noreste con Brandeburgo y al sureste con Sajonia.

## Historia
Este distrito fue creado al fusionar los distritos anteriores de Bitterfeld, Köthen y una parte grande de Anhalt-Zerbst como parte de una amplia reforma de distritos realizada de 2007.

## Ciudades y municipios
El distrito Anhalt-Bitterfeld consta de las subdivisiones siguientes:
| Ciudades | Municipios rurales                      |
| --- | --------------------------------------- |
| 1. Aken 2. Bitterfeld-Wolfen 3. Köthen (la capital) 4. Raguhn-Jeßnitz 5. Sandersdorf-Brehna 6. Südliches Anhalt 7. Zerbst 8. Zörbig | 1. Muldestausee 2. Osternienburger Land |